# Napomyza eximia
Napomyza eximia este o specie de muște din genul Napomyza, familia Agromyzidae, descrisă de Spencer în anul 1964. Conform Catalogue of Life specia Napomyza eximia nu are subspecii cunoscute.